# Acanthastrea amakusensis
Acanthastrea amakusensis is een rifkoralensoort uit de familie van de Mussidae. De wetenschappelijke naam van de soort is voor het eerst geldig gepubliceerd door Veron.